# قمر غير شمسي

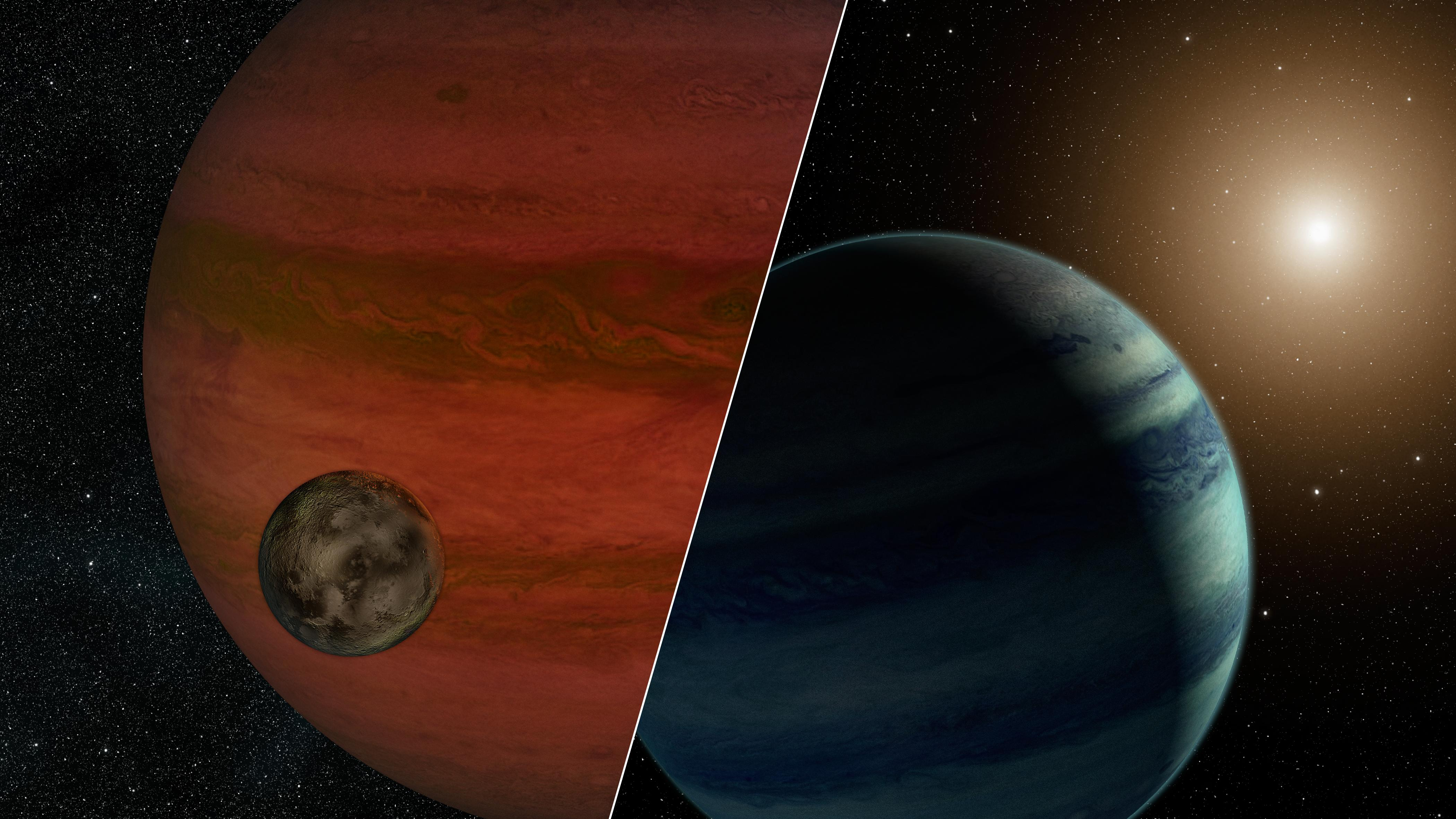
تصور فني لقمر خارج النظام الشمسي في النظام الكوكبي للكوكب المارق MOA-2011-BLG-262

قمر غير شمسي أو قمر خارج المجموعة الشمسية (بالإنجليزية: Exomoon أو Extrasolar moon)‏ هو قمر طبيعي يدور حول كوكب غير شمسي أو أي جرم فلكي آخر شبيه بالنجم وخارج المجموعة الشمسية.
يستدل على وجود أقمار خارج المجموعة الشمسية من خلال الدراسة التجريبية للأقمار الطبيعية في النظام الشمسي وأنه من المرجح أن تكون عناصر مشتركة في أنظمة الكواكب الخارجية. وغالبية الكواكب الخارجية التي تم اكتشافها هي كواكب عملاقة. وفي النظام الشمسي، الكواكب العملاقة لديها مجموعات كبيرة من الأقمار الطبيعية (انظر أقمار المشتري، أقمار زحل، أقمار أورانوس وأقمار نبتون). ولذلك، فمن المعقول أن نفترض أن الأقمار خارج المجموعة الشمسية شائعة على قدم المساواة.على الرغم من أن أكتشاف قمر خارج المجموعة الشمسية صعب باستخدام التقنيات الحالية
على الرغم من صعوبة اكتشاف أقمار خارج المجموعة الشمسية والتأكد منها باستخدام التقنيات الحالية، إلّا أنّ مهماتٍ مثل كبلر رصدت عددًا من المرشحين، قد يكون بعض منها مواطن لحياة خارج كوكب الأرض، وربما يكون واحدٌ منها كوكبٌ شاردٌ. لا يوجد حتى يومنا هذا اكتشافات مُثبتة لأقمار خارج المجموعة الشمسية. بالرغم من هذا، أعلن فلكيون في سبتمبر عام 2019 عن رصد خفوتاتٍ لنجم تابي ربما يكون سببها شظايا ناتجة عن حطام قمر شارد خارج المجموعة الشمسية.

## تعريف الأقمار التي تدور حول أقزام بنية
على الرغم من التعريف التقليدي الذي يشير إلى أنّ الأقمار تدور حول الكوكب، إلّا أنّ اكتشاف أقمار بحجم الكواكب تدور حول أقزام بنية سبب التباسًا في عملية التمييز بين الكواكب والأقمار، بسبب الكتلة المنخفضة لمثل هذه النجوم الفاشلة (المقصود الأقزام البنية). ولحل هذا الالتباس، أعلن الاتحاد الفلكي الدولي أنّ «الكواكب هي الأجسام ذات الكُتل الحقيقية دون الكتلة الحدية اللازمة للاندماج النووي الحراري للديوتيريوم، والتي تدور حول النجوم أو البقايا النجمية».

## الخصائص
من المحتمل أن تختلف خصائص أي قمر خارج المجموعة الشمسية، كما هو الحال في أقمار النظام الشمسي. بالنسبة للكواكب العملاقة خارج المجموعة الشمسية التي تدور في النطاق النجمي الصالح للحياة، هنالك احتمال وجود أقمار بحجم الكواكب الأرضية (الصخرية) قد تمتلك القدرة على دعم الحياة.[بحاجة لتوضيح]
أعلن فلكيون في أغسطس عام 2019 عن وجود قمر خارج المجموعة الشمسية في نظام الكوكب غير الشمسي WASP-49b، قد يكون نشطًا بركانيًا.

## الميل المداري
بالنسبة للأقمار الناتجة عن عمليات تصادم والتي تدور حول كواكب أرضية غير بعيدة جدًا عن نجمها، فبالإضافة إلى وجود مسافة كبيرة بين القمر والكوكب، فمن المُتوقَّع أنّ المستويات المدارية لهذه الأقمار تتجه لتكون محاذية لمدار الكوكب حول النجم بسبب التقييدات المدية للنجم، لكن ربما يميل مدار القمر إن كانت المسافة بينه وبين كوكبه المضيف صغيرة. بالنسبة للعمالقة الغازية، تتجه مدارات أقمارها لتكون بمحاذاة خط استواء العملاق الغازي، لأنّ هذه الٌأقمار تتشكل في أقراص كوكبية محيطية.

## قِلّة الأقمار حول الكواكب القريبة من نجومها
تميل الكواكب القريبة من نجومها والتي تدور حولها بمدارات دائرية إلى تخفيف سرعة دورانها، وتصبح مقيدة مديًا. كلما تباطئ دوران الكوكب حول محوره، يزداد نصف قطر المدار المتزامن حول الكوكب. بالنسبة للكواكب المقيدة مديًا إلى نجومها، تقع المسافة التي يجب أن يبتعدها القمر عن الكوكب ليصبح في مدار متزامن حوله خارج نطاق هيل الخاص بالكوكب. نطاق هيل الخاص بالكوكب هو المنطقة التي تتغلب فيها جاذبيته على جاذبية النجم، بحيث يستطيع الكوكب الاحتفاظ بأقماره. تدور الأقمار الواقعة ضمن نصف قطر المدار المتزامن للكوكب حوله. لذلك إن كان المدار المتزامن خارج نطاق هيل، ستدور كل الأقمار حول الكوكب. إن لم يكن المدار المتزامن خاضعًا لمعضلة الأجسام الثلاثة، تستطيع الأقمار غير الواقعة ضمن نصف القطر هذا مغادرة المدار قبل أن تصل إلى مرحلة المدار المتزامن.
قُدّمت دراسة حول الهجرة الناتجة عن المد والجزر تفسيرًا ملائمًا لقلة الأقمار خارج المجموعة الشمسية. وأظهرت أنّ التطور الفيزيائي للكواكب المضيفة (على سبيل المثال، البنية الداخلية، والحجم) يلعب دورًا رئيسيًا في مصيرها النهائي: يمكن أن تصبح المدارات المتزامنة حالات سريعة الزوال، وتميل الأقمار إلى البقاء في محاور شبه رئيسية شبه مقاربة، أو حتى أن تُطرد من النظام، حيث يمكن أن تظهر تأثيرات أخرى. سيكون لهذا بدوره تأثيرًا كبيرًا على اكتشاف الأقمار خارج المجموعة الشمسية.

## قائمة
هذة قائمة للإقمار محتملة خارج المجموعة الشمسية .
| نجم الكوكب المضيف          | تسمية الكوكب /او النظام    | كتلة الكوكب (Mj) | نصف المحور الرئيسي (AU) | نصف المحور الرئيسي للقمر الخارجي (AU) | كتلة القمر (Me) | ملاحظات |
| -------------------------- | -------------------------- | ---------------- | ----------------------- | ------------------------------------- | --------------- | --- |
| 1SWASP J140747.93-394542.6 | 1SWASP J140747.93-394542.6 | 14–26            | 2.2–5.6                 | 0.40                                  | <0.8            | قمر خارج المجموعة الشمسية محتمل يقع في فجوة حلقية كبيرة حول J1407b |
| 1SWASP J140747.93-394542.6 | 1SWASP J140747.93-394542.6 | 14–26            | 2.2–5.6                 | 0.24                                  | <0.3            | قمر خارج المجموعة الشمسية محتمل يقع في فجوة حلقية صعيرة حول J1407b |
| 1SWASP J140747.93-394542.6 | 1SWASP J140747.93-394542.6 | 14–26            | 2.2–5.6                 | 0.25                                  | <0.3            | قمر خارج المجموعة الشمسية محتمل يقع في فجوة حلقية صعيرة حول J1407b |
| واسب-12 (نجم)              | واسب-12بي                  | 1.35–1.43        | 0.0221–0.0237           | ?                                     | 0.57–6.4        | وجد من خلال دراسة الزيادات الدورية وإنخفاض في الضوء القادم من WASP-12b |
| كوكب مارق                  | MOA-2011-BLG-262           | <189             | N/A                     | ?                                     | 8–46            | وجد بواسطة عدسة الجاذبية. ومع ذلك فإنه من غير المعروف إذا كان النظام هو كوكب نبتوني منخفض الكتلة يدور حول كوكب مارق، أو كوكب مشتري منخفض الكتلة يدور حول قزم أحمر منخفض الكتلة. |